# Porsche Carrera Cup Deutschland 1998

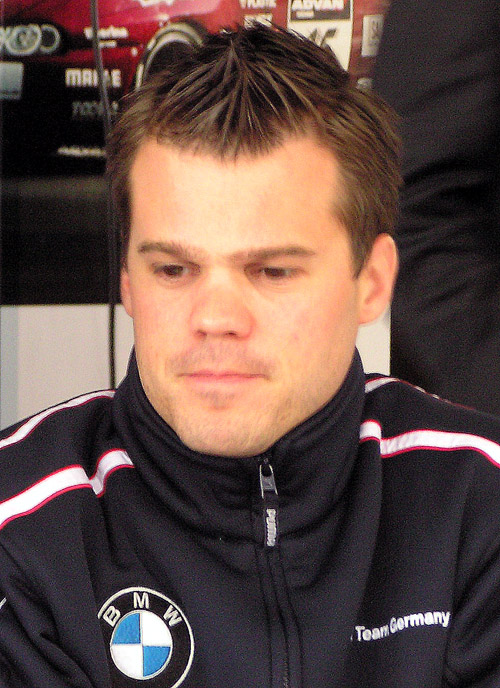
Die Meisterschaft 1998 gewann Dirk Müller (Foto von 2006)

Der Porsche Carrera Cup Deutschland 1998 war die 9. Saison des Porsche Carrera Cup Deutschland. Der erste Meisterschaftslauf fand am 19. April 1998 auf dem Hockenheimring und das Saisonfinale am 11. Oktober fand ebenfalls dort statt.
Insgesamt wurden in dieser Saison neun Läufe in Deutschland und Belgien ausgetragen.
Den Fahrertitel gewann Dirk Müller mit 132 Punkten. Die Teamwertung gewann das Rennteam tolimit Motorsport.

## Starterfeld
Folgende Fahrer und Gastfahrer sind in der Saison gestartet:
| Nr. | Fahrer                 | Team                              | Rennwochenende |
| --- | ---------------------- | --------------------------------- | -------------- |
| 1   | Dirk Müller            | UPS Porsche-Junior Team           |                |
| 2   | Marc Basseng           | UPS Porsche-Junior Team           |                |
| 3   | Patrick Simon          | Grohs Motorsport                  |                |
|     | Ralf Kelleners         | Grohs Motorsport                  |                |
|     | Michael Funke          | Grohs Motorsport                  |                |
|     | Artur Deutgen          | Grohs Motorsport                  |                |
| 5   | Christian Deutschbauer | Victor Reinz Racing Team-GM Sport |                |
| 7   | Michael Rösner         | PZK-Land Motorsport               |                |
| 8   | Jochen Land            | PZK-Land Motorsport               |                |
| 9   | Steffen Göpel          | Dorint Hotels Racing Team         |                |
| 10  | Hans Willems           | Dorint Hotels Racing Team         |                |
|     | Rolf Jäger             | Dorint Hotels Racing Team         |                |
|     | Stefan Roitmayer       | Dorint Hotels Racing Team         |                |
| 14  | Frank Schmickler       | tolimit Motorsport                |                |
| 15  | Frank Stippler         | tolimit Motorsport                |                |
| 16  | Ronny Melkus           | tolimit Motorsport                |                |
| 21  | Jörg Bergmeister       | Kadach Tuning                     |                |
|     | Marco Werner           | Kadach Tuning                     |                |
|     | Gerhard Müller         | GM-Sports Racing Team             |                |
|     | Heinz-Bert Wolters     |                                   |                |
|     | Klaus Roth             |                                   |                |

## Rennkalender und Ergebnisse
| Runde | Rennstrecke    | Datum       | Pole-Position    | Schnellste Runde | Sieger           | Zweiter          | Dritter          |
| ----- | -------------- | ----------- | ---------------- | ---------------- | ---------------- | ---------------- | ---------------- |
| 1     | Hockenheimring | 19. April   | Dirk Müller      | Ralf Kelleners   | Frank Stippler   | Hans Willems     | Marc Basseng     |
| 2     | AVUS           | 3. Mai      | Frank Schmickler | Frank Schmickler | Patrick Simon    | Marc Basseng     | Frank Stippler   |
| 3     | Zolder         | 31. Mai     | Dirk Müller      | Dirk Müller      | Dirk Müller      | Patrick Simon    | Marc Basseng     |
| 4     | Norisring      | 5. Juli     | Dirk Müller      | Dirk Müller      | Patrick Simon    | Dirk Müller      | Marco Werner     |
| 5     | Lahr           | 19. Juli    | Dirk Müller      | Patrick Simon    | Patrick Simon    | Dirk Müller      | Marc Basseng     |
| 6     | Siegerlandring | 9. August   | Frank Stippler   | Dirk Müller      | Dirk Müller      | Patrick Simon    | Frank Schmickler |
| 7     | Diepholz       | 23. August  | Frank Schmickler | Frank Schmickler | Frank Schmickler | Patrick Simon    | Dirk Müller      |
| 8     | Nürburgring    | 4. Oktober  | Dirk Müller      | Marc Basseng     | Dirk Müller      | Frank Schmickler | Patrick Simon    |
| 9     | Hockenheimring | 11. Oktober | Dirk Müller      | Patrick Simon    | Dirk Müller      | Patrick Simon    | Frank Stippler   |

## Meisterschaftsergebnisse

### Punktesystem
Punkte wurden an die ersten 15 klassifizierten Fahrer in folgender Anzahl vergeben. Die Punkte von den Gaststartern wurden am Saisonende gestrichen, daher können gleiche Positionen unterschiedliche Punktwertungen aufweisen:
| Platz  | 1. | 2. | 3. | 4. | 5. | 6. | 7. | 8. | 9. | 10. | 11. | 12. | 13. | 14. | 15. |
| Punkte | 20 | 18 | 16 | 14 | 12 | 10 | 9  | 8  | 7  | 6   | 5   | 4   | 3   | 2   | 1   |

### Fahrerwertung
Insgesamt kamen 21 Fahrer in die Punktewertung.
| Platz | Fahrer                 | HOC1 | AVU | ZOL | NOR | LAH | SIE | DIE | NÜR | HOC2 | Punkte |
| ----- | ---------------------- | ---- | --- | --- | --- | --- | --- | --- | --- | ---- | ------ |
| 1     | Dirk Müller            | ?    |     | 1   | 2   | 2   | 1   | 3   | 1   | 1    | 132    |
| 2     | Patrick Simon          |      | 1   | 2   | 1   | 1   | 2   | 2   | 3   | 2    | 128    |
| 3     | Marc Basseng           | 3    | 2   | 3   | 8   | 3   |     |     | ?   |      | 118    |
| 4     | Frank Stippler         | 1    | 3   |     | 4   |     | ?   |     |     | 3    | 109    |
| 5     | Frank Schmickler       |      | ?   |     | 5   |     | 3   | 1   | 2   |      | 108    |
| 6     | Stefan Roitmayer       |      |     |     |     |     |     |     |     |      | 90     |
| 7     | Hans Willems           | 2    |     |     | 7   |     |     |     |     |      | 70     |
| 8     | Jochen Land            |      |     |     | DNF |     |     |     |     |      | 68     |
| 9     | Jörg Bergmeister       |      |     |     | 9   |     |     |     |     |      | 62     |
| 10    | Ronny Melkus           |      |     |     | 6   |     |     |     |     |      | 53     |
| 11    | Marco Werner           |      |     |     | 3   |     |     |     |     |      | 49     |
| 12    | Gerhard Müller         |      |     |     |     |     |     |     |     |      | 45     |
| 13    | Christian Deutschbauer |      |     |     | DNF |     |     |     |     |      | 37     |
| 14    | Michael Rösner         |      |     |     | DNF |     |     |     |     |      | 27     |
| 15    | Rolf Jäger             |      |     |     |     |     |     |     |     |      | 16     |
| 16    | Ralf Kelleners         | ?    |     |     |     |     |     |     |     |      | 14     |
| 17    | Heinz-Bert Wolters     |      |     |     |     |     |     |     |     |      | 12     |
| 18    | Steffen Göpel          |      |     |     | 10  |     |     |     |     |      | 11     |
| 19    | Klaus Roth             |      |     |     |     |     |     |     |     |      | 11     |
| 20    | Michael Funke          |      |     |     |     |     |     |     |     |      | 5      |
| 21    | Artur Deutgen          |      |     |     |     |     |     |     |     |      | 4      |
| Platz | Fahrer                 | HOC1 | AVU | ZOL | NOR | LAH | SIE | DIE | NÜR | HOC2 | Punkte |

| Legende  | Legende            | Legende                                                          |
| Farbe    | Abkürzung          | Bedeutung                                                        |
| -------- | ------------------ | ---------------------------------------------------------------- |
| Gold     | –                  | Sieg                                                             |
| Silber   | –                  | 2. Platz                                                         |
| Bronze   | –                  | 3. Platz                                                         |
| Grün     | –                  | Platzierung in den Punkten                                       |
| Blau     | –                  | Klassifiziert außerhalb der Punkteränge                          |
| Violett  | DNF                | Rennen nicht beendet (did not finish)                            |
| Violett  | NC                 | nicht klassifiziert (not classified)                             |
| Rot      | DNQ                | nicht qualifiziert (did not qualify)                             |
| Rot      | DNPQ               | in Vorqualifikation gescheitert (did not pre-qualify)            |
| Schwarz  | DSQ                | disqualifiziert (disqualified)                                   |
| Weiß     | DNS                | nicht am Start (did not start)                                   |
| Weiß     | WD                 | zurückgezogen (withdrawn)                                        |
| Hellblau | PO                 | nur am Training teilgenommen (practiced only)                    |
| Hellblau | TD                 | Freitags-Testfahrer (test driver)                                |
| ohne     | DNP                | nicht am Training teilgenommen (did not practice)                |
| ohne     | INJ                | verletzt oder krank (injured)                                    |
| ohne     | EX                 | ausgeschlossen (excluded)                                        |
| ohne     | DNA                | nicht erschienen (did not arrive)                                |
| ohne     | C                  | Rennen abgesagt (cancelled)                                      |
| ohne     | keine WM-Teilnahme |                                                                  |
| sonstige | P/fett             | Pole-Position                                                    |
| sonstige | 1/2/3/4/5/6/7/8    | Punktplatzierung im Sprint-/Qualifikationsrennen                 |
| sonstige | SR/kursiv          | Schnellste Rennrunde                                             |
| sonstige | *                  | nicht im Ziel, aufgrund der zurückgelegten Distanz aber gewertet |
| sonstige | ()                 | Streichresultate                                                 |
| sonstige | unterstrichen      | Führender in der Gesamtwertung                                   |